# Желтянский сельский совет
Желтянский сельский совет (укр. Жовтянська сільська рада) — входит в состав
Пятихатского района
Днепропетровской области
Украины.
Административный центр сельского совета находится в 
с. Жёлтое.

## Населённые пункты совета
- с. Жёлтое
- пос. Зелёное

## Ликвидированные населённые пункты совета
- с. Новоалександровка